# Investigação clínica
Investigação clínica é um ramo da ciência médica que determina a segurança e efectividade de medicamentos, dispositivos médicos, produtos de diagnóstico e planos de tratamento desenvolvidos para uso humano. 
Estes podem ser usados na prevenção, tratamento, diagnóstico ou controlo de sintomas de determinada doença. A investigação clínica é diferente da prática clínica. Na prática clínica procede-se ao uso de tratamentos bem estabelecidos, enquanto que na investigação clínica procede-se à colheita de evidência com vista a demonstrar a eficácia de determinado tratamento. 